# Marie Brossy-Patin
Pour les articles homonymes, voir Brossy et Patin.
Marie Brossy-Patin (née le 27 janvier 1949 et décédée le 30 janvier 2023) est une magistrate française. Elle a notamment été chargée de l’affaire Marcel Barbeault, le « tueur de l’ombre », de l’affaire Alain Lamare, le « tueur de l’Oise », et de l’affaire du journaliste Jacques Tillier, enlevé par Jacques Mesrine en 1979. Elle fait partie, selon le magazine Paris-Match, des « 25 français de 1976 », comme « symbole de l’entrée en force des femmes dans la magistrature ».

## Biographie

### Débuts de carrière
Après l’obtention d’un diplôme d’études supérieures de « sciences criminelles » de l’Institut d’études judiciaires (Paris 2), et une formation à l’école nationale de la magistrature de Bordeaux (promotion 1971), Marie Brossy-Patin prend ses fonctions de juge d’instruction au tribunal de grande instance de Péronne (Somme), le 9 mai 1973, à l’âge de 24 ans. Elle est ensuite nommée juge d’instruction au Tribunal de grande instance de Senlis, dans l'Oise, le 29 avril 1974. Un des premiers dossiers qu’elle instruit est celui de la catastrophe aérienne d’Ermenonville, qui a provoqué la mort de 346 passagers le 3 mars 1974. C’est, à l’époque, l’accident d’avion le plus meurtrier de l’histoire.

### Affaire Barbeault
Entre 1969 et 1976, une série de meurtres inexpliqués sème la peur dans la région du bassin Creillois, dans l’Oise. Les victimes, sept femmes et un homme, ont toutes été abattues d'une balle de carabine .22 Long Rifle le soir ou tôt le matin. Ce même mode opératoire amène l'inspecteur Daniel Neveu à relier les huit meurtres, dont l'auteur présumé sera surnommé par la presse le « tueur de l’ombre ». Après une longue enquête de plus de 7 ans, impliquant la visite de près de 4 000 foyers, la vérification des alibis de 600 suspects, et le recoupement de cette liste avec les familles enterrées au cimetière de Laigneville, où une balle de .22 Long Rifle a été trouvée, l'inspecteur Daniel Neveu et le commissaire Christian Jacob établissent une liste de 12 suspects, dont un certain Marcel Barbeault, qu'ils vont interroger à tour de rôle.
Le 14 décembre 1976, le SRPJ de Creil appréhende Marcel Barbeault et procède à son interrogatoire. Au même moment, les enquêteurs découvrent à son domicile une carabine .22 Long Rifle « Gecado », que l’expertise balistique identifie rapidement comme l’arme du crime de Françoise Jakubowska, la dernière victime connue du tueur de l’ombre. Deux jours plus tard, Barbeault a un premier entretien avec Marie Brossy-Patin, alors âgée de 27 ans, pendant lequel il nie toute implication. Cependant, la juge d’instruction décide, au vu des preuves qui relient le suspect à l’arme du crime, d’inculper Marcel Barbeault du meurtre de Françoise Jakubowska et le fait transférer à la maison d’arrêt d’Amiens. Quelques jours après, elle l’inculpe du meurtre de Julia Goncalves, qui a été tuée, selon l’expert balistique Pierre-Fernand Ceccaldi, par la même arme que F. Jakubowska.
Près d’un an plus tard, le 25 novembre 1977, la magistrate instructrice inculpe également Marcel Barbeault des meurtres de Josette Routier, Mauricette Van Hyfte et Eugène Stéphan,. Des cartouches, identiques à celles retrouvées sur les lieux des crimes, ont été déterrées dans le jardin de l’ancien propriétaire d’une .22 Long Rifle « Reina » qui aurait été volée en 1970 par Barbeault. Après quatre ans d’instruction et d’enquête minutieuse, le procès s’ouvre le 25 mai 1981 devant la cour d’assises de l'Oise, à la suite duquel le jury condamne Marcel Barbeault à la prison à perpétuité. Pendant le procès, Marie Brossy-Patin vient déposer à la demande de Barbeault, afin de clarifier certains points de l’instruction.
Pendant toute l’instruction, Marie Brossy-Patin préservera scrupuleusement le secret de l’instruction. Elle veillera également à « faire en sorte que les enfants du prisonnier, sa femme et les siens soient mêlés le moins possible à [cette] affaire judiciaire », selon Léon Gouraud, Procureur de la République de Senlis. D’après Maître Jean Bouly, premier avocat de l’accusé, la juge a instruit le dossier Barbeault « de manière impartiale », et « avec ardeur et clairvoyance ».

### Affaire Alain Lamare
Deux ans seulement après l’inculpation pour meurtre de Marcel Barbeault, la psychose s’installe à nouveau dans l’Oise. Courant 1978, des faits inquiétants ont lieu, sans qu’on puisse affirmer qu’ils soient reliés les uns aux autres : le 23 juillet, un homme tire dans les jambes de Karyne Grospiron à bord d’une voiture volée ; le 16 novembre, Brigitte Corette manque de se faire écraser par le conducteur d’une voiture, volée également ; le 1er décembre, un premier assassinat a lieu, celui de Yolande Raszewski. L’auteur est vite surnommé le « tueur de l’Oise ». La proximité de ces crimes avec les derniers meurtres imputés à Marcel Barbeault font d’ailleurs planer le doute qu’ils seraient l’œuvre d’un même auteur, encore en liberté. Le 29 décembre 1978, Andrée Poirée, 19 ans, est blessée grièvement par balle à Chantilly. L’enquête est rendue très compliquée par un fait remarquable : leur auteur, Alain Lamare, est gendarme, et participe même à l’enquête qui le concerne.
Marie Brossy-Patin ouvre une information contre X dès le 16 août 1978. Elle confie l’enquête au SRPJ de Lille, et délivre les commissions rogatoires et les ordonnances durant l’enquête. Yvan Stefanovitch, qui a réalisé une enquête journalistique fouillée sur l'affaire Lamare, estime qu’elle n’hésite « jamais à se déplacer elle-même quand il le faut, sans recourir aux services de police, la jeune femme exer[çant] son métier de juge d’instruction comme un sacerdoce ». Alain Lamare est arrêté le 8 avril 1979, après une enquête complexe, sur fond de concurrence entre police et gendarmerie. Marie Brossy-Patin mène son interrogatoire, de 19h00 à minuit, à la gendarmerie de Senlis. Lamare ne parlera plus par la suite. La presse s’en fait l’écho : « Lamare n’a prononcé aucune autre parole en dehors du cabinet du juge d’instruction de Senlis, Mme Brossy-Patin ». En avril 1982, après quatre expertises psychiatriques, Lamare est reconnu irresponsable, et ne peut être jugé. L’affaire Lamare a inspiré le film La Prochaine fois je viserai le cœur (2014), dont le titre provient d’une lettre envoyée par Lamare.

### Affaire Tillier-Mesrine
Le 10 septembre 1979, le journaliste de Minute Jacques Tillier est blessé gravement par Jacques Mesrine, de trois balles, dans une grotte de Verneuil-en-Halatte. Marie Brossy-Patin est alors juge d’instruction au tribunal de Senlis, elle est chargée de l’affaire le 13 septembre. Après avoir participé à la reconstitution du crime et « longuement entendu Jacques Tillier », elle inculpe Mesrine de tentative d’assassinat, ce que Mesrine conteste par voie de presse. La mort de Mesrine, quelques semaines plus tard, le 2 novembre 1979, met fin à l’affaire.

### Suites de carrière
Marie Brossy-Patin est successivement nommée vice-présidente du tribunal de grande instance de Senlis, dans l'Oise, en mai 1980, juge de l’application des peines au tribunal de grande instance de Paris en juin 1985 puis premier juge de l’application des peines au tribunal de grande instance de Bobigny, en Seine-Saint-Denis, en septembre 1988. Elle reçoit la médaille pénitentiaire le 19 août 1985 et est nommée à l’Ordre national du Mérite. Retraitée en juillet 1990, elle devient par la suite présidente de l’ARAPEJ Île-de-France (Association, réflexion, action, prison et justice) puis présidente de la Commission justice de la FNARS (Fédération nationale des associations d’accueil et de réinsertion sociale), où elle travaille sur les mesures alternatives à la prison. Elle est auditionnée, à ce titre, à l’Assemblée nationale, le 5 octobre 2012, par la mission sur la surpopulation carcérale. Par ailleurs, elle co-écrit, avec Xavier Lameyre, le livre Vous avez dit justice ?, en 2006.